# Charlotte Casiraghi
Charlotte Marie Pomeline Casiraghi, född 3 augusti 1986 i Monte Carlo, Monaco, är dotter till prinsessan Caroline av Monaco och hennes andre make Stefano Casiraghi (1960-1990). Hon är därmed barnbarn till Rainier III av Monaco och Grace Kelly. Hon är uppkallad efter sin morfarsmor prinsessan Charlotte av Monaco. 
Charlotte Casiraghi bär ingen prinsesstitel, men är den sjätte i den monegaskiska tronföljdsordningen.
Tillsammans med sina två bröder, Andrea och Pierre, växte hon upp i Monaco. När hon var tre år gammal dog fadern i en båtolycka. Prinsessan Caroline flyttade då med familjen till byn Saint-Rémy-de-Provence i Frankrike, där barnen skyddades från pressen.
Prinsessan Caroline gifte sig i januari 1999 med Ernst August av Hannover och sju månader senare fick Casiraghi en halvsyster, prinsessan Alexandra av Hannover. Familjen flyttade då till Parisförorten Fontainebleau.
Charlotte Casiraghi talar förutom modersmålet franska även italienska och engelska flytande och lite tyska. Hon har förutom ridning även skidåkning, snowboarding och simning som fritidsintressen.
Casiraghi har en son (född 2013) med den franske komikern Gad Elmaleh.
1 juni 2019 gifte sig Casiraghi med den franske filmregissören Dimitri Rassam, som är son till Carole Bouquet. De har en son vid namn Balthazar född oktober 2018.